# فيكتوريا بندلتون
فيكتوريا بندلتون (بالإنجليزية: Victoria Pendleton) مواليد 24 سبتمبر 1980 في بيدفوردشير، إنجلترا، هي دراجة إنجليزية سابقة في صنف سباق الدراجات على المضمار. سبق أن شاركت في دورة الألعاب الأولمبية الصيفية وفازت بميدالية أولمبية.

## الميداليات
| الميدالية | المسابقة                       |
| --------- | ------------------------------ |
| ذهبية     | الألعاب الأولمبية الصيفية 2008 |
| ذهبية     | الألعاب الأولمبية الصيفية 2012 |
| فضية      | الألعاب الأولمبية الصيفية 2012 |
| ذهبية     | دورة ألعاب الكومنولث 2006      |

## روابط خارجية
- فيكتوريا بندلتون على موقع الاتحاد الدولي للدراجات (الإنجليزية)
- فيكتوريا بندلتون على موقع أرشيف الدراجات (الإنجليزية)
- فيكتوريا بندلتون على موقع CycleBase (الإنجليزية)
- فيكتوريا بندلتون على موقع أوليمبيديا (الإنجليزية)
- فيكتوريا بندلتون على موقع اللجنة الأولمبية البريطانية (الإنجليزية)
- فيكتوريا بندلتون على موقع اتحاد ألعاب الكومنولث (مؤرشف) (الإنجليزية)
- فيكتوريا بندلتون على موقع دورة ألعاب الكومنولث 2006 (مؤرشف) (الإنجليزية)